# Gerundivo
In grammatica latina, il gerundivo è un aggettivo verbale, che esprime un dovere o una necessità di qualcosa. Ha valore passivo ed è tipico dei verbi transitivi, sia attivi sia deponenti ed è soprannominato "participio di necessità", perché denota un'azione che deve essere fatta. Si declina come un aggettivo della prima classe e si forma aggiungendo al tema del presente del verbo le terminazioni -andus, -a, um per la prima coniugazione, -endus, -a, -um per la seconda e la terza e -iendus, -a, -um per la quarta.

## Descrizione
Il gerundivo può essere usato o con funzione attributiva, o con funzione predicativa.
Quando ha valore attributivo concorda, di norma, in genere, caso e numero con il sostantivo a cui si riferisce: liber legendus, «il libro da leggere», «il libro che dev'essere letto»; studium libri legendi, «il desiderio di leggere un libro»; legibus scribendis, «alle leggi da scrivere», cioè «allo scrivere le leggi», «alla scrittura delle leggi».
| «Summa cupiditas belli gerendi innata est.» |
| «Sorse un enorme desiderio di far guerra.»  |

Quando è usato con valore predicativo esprime lo scopo dell'azione; funge da predicativo dell'oggetto in dipendenza da verbi che significano «dare», «mandare», «affidare», «concedere», «intraprendere», «lasciare», «prendersi cura» (do, trado, mitto, defero, committo, permitto, relinquo, sumo, suscipio, curo).
| «Diomedon Epaminondam pecunia corrumpendum susceperat.»                     |
| «Diomedonte si era assunto l'incarico di corrompere Epaminonda col denaro.» |

| «Caesar reliquum exercitum legatis in Menapois ducendum dedit.»                                   |
| «Cesare affidò ai luogotenenti il rimanente dell'esercito da condurre nel territorio dei Menapi.» |

| «Hunc Datames vinctum ad regem ducendum tradit Mithridati.»         |
| «Datame consegna a Mitridate questo, incatenato da condurre al re.» |

## Il gerundivo nella perifrastica passiva
Il gerundivo è particolarmente usato nella lingua latina nella cosiddetta perifrastica passiva, formata da un gerundivo e da una voce del verbo essere. Questa particolare costruzione esprime l'idea passiva del dovere. Il complemento d'agente nella perifrastica passiva è espresso in caso dativo (dativo d'agente); in caso di confusione per la presenza di altri dativi, si segue la normale regola dell'a o ab + ablativo.
Nella forma personale, il gerundivo e il verbo sum concordano con la persona o cosa che deve subire l'azione, mentre la persona da cui l'azione dev'essere compiuta va in dativo d'agente. Di conseguenza il dativo d'agente diventerà il soggetto della frase italiana mentre il soggetto latino diventerà il complemento oggetto italiano.
| «Carthago delenda est.»            |
| «Cartagine deve essere distrutta.» |

Nota: letteralmente la frase andrebbe così tradotta: È da distruggere Cartagine.
| «Caesari universa uno tempore agenda erant.»                 |
| «Cesare doveva compiere tutte le cose nello stesso momento.» |

Nota: letteralmente la frase andrebbe così tradotta: Da parte di Cesare erano da compiere tutte le cose nello stesso momento.
| «Nobis de proelio cogitandum est.»      |
| «Noi dobbiamo riflettere sulla guerra.» |

Nota: letteralmente la frase andrebbe così tradotta: È da riflettere sulla guerra da parte nostra.
Nella forma impersonale il gerundivo va sempre al neutro singolare (in -dum) e il verbo sum alla 3ª persona singolare; si ha questa forma quando il verbo è intransitivo o transitivo ma senza il soggetto che "deve" subire l'azione. Anche con questa forma, traducendo dal latino, il dativo d'agente diventerà soggetto della proposizione italiana.
| «Tibi diu deliberandum concoquendumque est.» |
| «Tu devi riflettere a lungo e meditare.»     |

| «Militibus simul et de navibus desiliendum et in fluctibus consistendum et cum hostibus erat pugnandum.»                   |
| «I soldati dovevano nello stesso tempo sbarcare dalle navi, prendere posizione tra i flutti e combattere contro i nemici.» |

| «Nobis de proelio cogitandum est.»      |
| «Noi dobbiamo riflettere sulla guerra.» |

Si può rendere infine, una proposizione finale utilizzando il genitivo del gerundivo (o del gerundio) in dipendenza degli ablativi causā o gratiā, oppure la finale si può esprimere con ad e l'accusativo del gerundivo o del gerundio. In questa funzione finale dei modi gerundivo e gerundio, si usa il gerundivo, se è espresso il complemento oggetto (con il quale esso concorda in genere, numero e caso); il gerundio, se il complemento oggetto non è espresso.
| «Milites paulo longius aggeris petendi causā processerant.»   |
| «I soldati erano andati avanti un po' per cercare materiale.» |

## Osservazioni
Il gerundivo si trova con sostantivi (composti per lo più con -vir), denotanti pubbliche cariche, come duovĭri (duumviri), tresvĭri (triùmviri), decemviri (decèmviri).
Esempio: Patres triumviros coloniae deducendae creavērunt. [I senatori nominarono i triumviri per condurre la colonia].
Sono altresì da notare le espressioni rituali: duoviri (o tresviri o decemviri) sacris faciundis (= deputati ai sacrifici), legibus scribundis (= incaricati di compilare le leggi), litibus iudicandis (= di dirimere le controversie), libris inspiciendis (= di consultare i libri sacri).

## Uso del gerundivo
La costruzione del gerundivo, sempre che il verbo sia transitivo e che sia espresso il complemento oggetto, è obbligatoria:
- nel dativo;
- nell'accusativo con preposizione (di solito ad);
- nell'ablativo con preposizione;

è facoltativa nel genitivo e nell'ablativo semplice.
Esempi:
Genitivo: Catilinam lubido invaserat reipublicae capiundae (ma anche: rempublicam capiendi) [Catilina fu preso dal desiderio di impadronirsi dello Stato] (Sallustio)
Dativo: Consul placandis dis dat operam (errato: deos placando) [Il console si prende cura di placare gli dei] (Livio)
Accusativo: Ad bella suscipienda Gallorum alacer est animus (errato: ad suscipiendum bella) [L'animo dei Galli è pronto ad intraprendere la guerra] (Cesare)
Ablativo plurale: Tuam in consiliis ineundis prudentiam dilĭgo (errato: in ineundo consilia) [Amo la tua saggezza nel prendere le decisioni] (Cicerone)
Ablativo singolare: Hasdrubal pugnantes obeundo pericula sustinuit (ma anche: periculis obeundis) [Asdrubale incoraggiò i combattenti affrontando egli stesso i pericoli] (Livio)
Si è visto che nel genitivo è ammessa tanto l'una quanto l'altra costruzione. Però, se l'oggetto espresso è l'accusativo dei pronomi personali (= me, te, se, nos, vos), è obbligatorio il gerundivo, che resta invariato in -ndi, anche se i genitivi mei, tui, sui, nostri, vestri sono riferiti a un femminile o a un plurale.
Esempi:
Puella, tui videndi est copia? [Ragazza, c'è possibilità di vederti?] (Plauto)
Principes civitatis Romā sui conservandi causa profugērunt [I capi della città fuggirono da Roma per salvarsi] (Cicerone)